# Вулиця Якуба Коласа (Київ)
Ву́лиця Я́куба Ко́ласа — вулиця у Святошинському районі міста Києва, житловий масив Микільська Борщагівка. Пролягає від вулиці Героїв Космосу до бульвару Жуля Верна.
Прилучаються вулиці Гната Юри, Академіка Кіпріанова і Дмитра Чижевського.

## Історія
Запроєктована в середині 1960-х років як сполучення 17-ї Нової та 18-ї Нової вулиць. Сучасна назва — на честь видатного білоруського прозаїка і поета Якуба Коласа — з 1967 року.
У 1975 році були збудовані одні з перших висотних будинків серії КТ (Коласа 13). Тут будинки мають ще нетипові для серії КТ кутові виступи на краях будинку, що зникли в пізніших версіях.

## Установи
- Відділення зв'язку № 146 (буд. № 8)
- Відділ РАЦС Святошинського району (буд. № 6)
- Суд Святошинського району (буд. № 27-А)